# Bascarrhinus
Bascarrhinus är ett släkte av insekter. Bascarrhinus ingår i familjen dvärgstritar.
Kladogram enligt Catalogue of Life:
| Bascarrhinus | \| \| Bascarrhinus orthorhynchus \| \| \| \| \| \| Bascarrhinus plataleoides \| \| \| \| \| \| Bascarrhinus plathanon \| \| \| \| \| \| Bascarrhinus platypoides \| \| \| \| |
|              | \| \| Bascarrhinus orthorhynchus \| \| \| \| \| \| Bascarrhinus plataleoides \| \| \| \| \| \| Bascarrhinus plathanon \| \| \| \| \| \| Bascarrhinus platypoides \| \| \| \| |
|              | Bascarrhinus orthorhynchus |
|              | |
|              | Bascarrhinus plataleoides |
|              | |
|              | Bascarrhinus plathanon |
|              | |
|              | Bascarrhinus platypoides |
|              | |